# La Pobla Tornesa
La Pobla Tornesa là một đô thị trong tỉnh Castellón, Cộng đồng Valencia, Tây Ban Nha. Đô thị La Pobla Tornesa có diện tích 25,8 km², dân số theo điều tra năm 2010 của Viện thống kê quốc gia Tây Ban Nha là 1156 người. Đô thị La Pobla Tornesa nằm ở khu vực có độ cao 298 mét trên mực nước biển.